# Гурхан
Гурхан — монгольський титул, що дослівно означав «правитель ханів», еквівалентний пізнішому титулу кагана. Титул був введений у 13 столітті правителями Каракитайського ханства.